# شعبية بني وليد

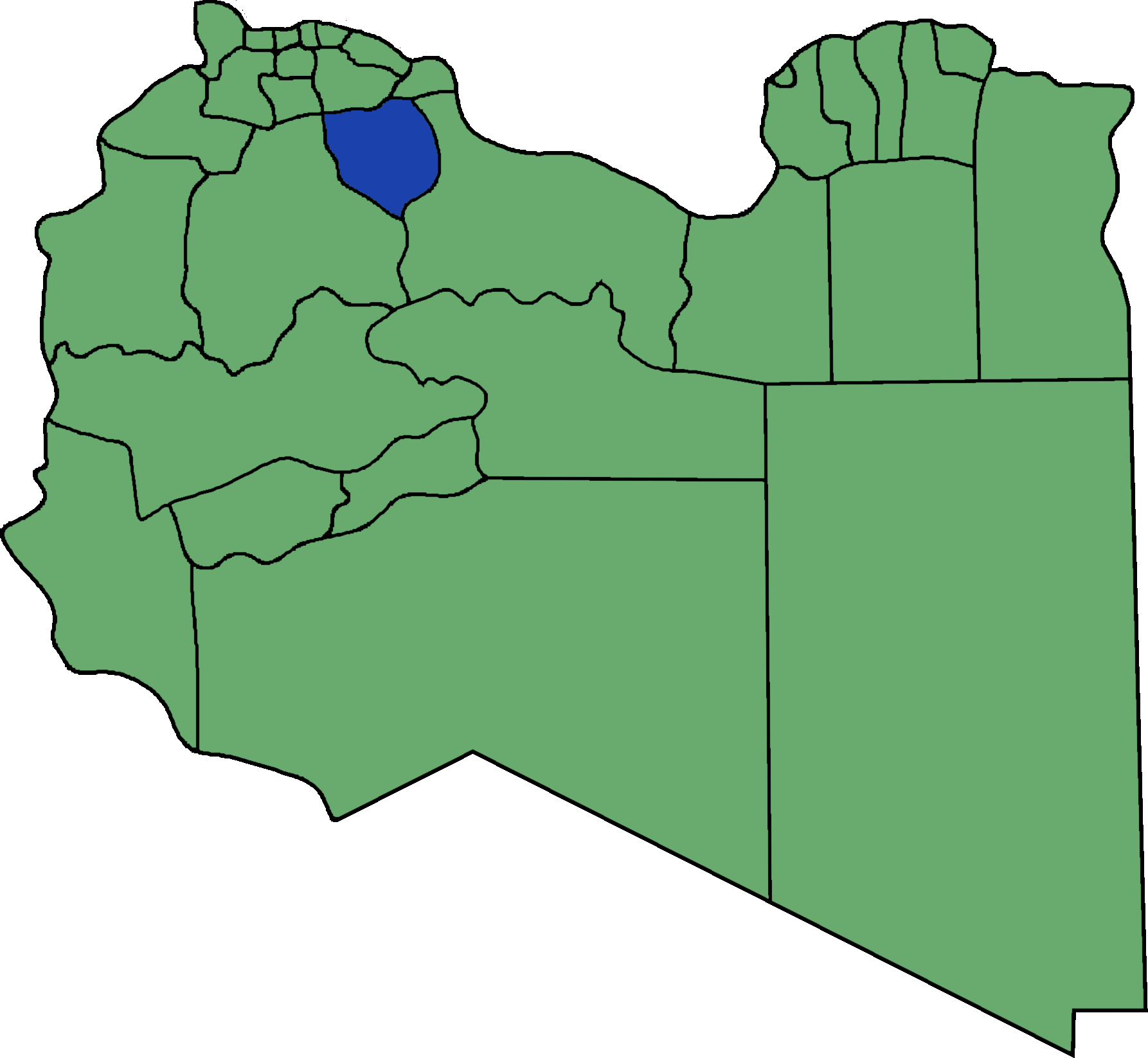

شعبية بني وليد هي شعبية سابقة في التقسيم الإداري الليبي، والآن بلدية بني وليد .
بني وليد كما يطلق عليها«ورفلة» هي مدينة ليبية تقع في الشمال الغربي من ليبيا وتبعد عن طرابلس بحوالي 180 كم باتجاه الجنوب الغربى.

## أصل التسمية
يعتقد أن أصل تسمية بني وليد هو أن الحجاج الذين يذهبون إلى الحج من المغرب من تونس ومن المغرب يمرون من ليبيا ويمرون على بني وليد ويبقون في وادي بني وليد نوقهم وإبلهم التي ستلد ثم عندما يعودون من الحج يجدون إبلهم قد ولدت فأطلقوا على الوادي اسم وادي الوليد ثم أطلقت التسمية على أبناء هذه المنطقة وقيل بني وليد.
وهذه الرواية تعد خرافة لسبب بسيط أن موعد الحج يعتمد التوقيت الهجري أما ميلاد الإبل فإنه يعتمد التاريخ الميلادي وليس بالضرورة أن يلتقيا الا في سنوات معدودة. وكذلك إذا تركوا ابلهم في بني وليد فكيف سيصلون إلى مكة بزادهم وامتعتهم. أيضا بالنسبة للمغرب قد تكون بني وليد في منتصف الطريق إلى مكة أما بالنسبة لتونس فإنه يترك ابله في بيته أفضل له فهو ليس بالمشوار الطويل الذي يجعل الحاج التونسي يترك ابله في بني وليد لترتاح إلا إذا فرضنا أن بني وليد أخصب من تونس الخضراء وهذا لايصدقه عقل، فتونس والقيروان من الفتح الإسلامي وهي عاصمة شمال أفريقيا لخضرتها وجمالها
وهناك رواية أن قبيلة من بنى هلال تسمى بنى وليد[بحاجة لمصدر] أقاموا في هذه المنطقة فترة من الزمن فاكتسب المكان اسمها حتى بعد رحيلهم واسم هذه القبيلة بنى الوليد. إلا أن التاريخ لا يروي لنا قبيلة عربية بهذا الاسم الا إذا كانوا احفادا لبني هلال أو بني سليم وكانت الإبل تشرب من المياه التي تجلبها الأمطار منحدرة عبر الوادي، حيث بعد هطول الأمطار وجفاف المياه يمتلئ الوادي بالأعشاب وتكون البيئة مناسبة لعيش الإبل وتكاثرها في الوادي، وجدير بالذكر وجود مجموعة من السدود في الوادي يعملها الفلاحون للحفاظ على مياه الأمطار(السيل) ومن اشهرها حلق الإبل وحلق اشتيوي.«يسمى مجرى السيل في الوادي بالحلوق باللهجة الليبية». أيضا هناك اشياء أخرى منها انا بنى وليد ليس لها وجود من دى قبل الا عندما جاء الحجاج
المعالم الأثرية التي تزخر بها المدينة تدل على ان الإنسان عاش فيها منذ القدم فالحضارات الموجودة بها هي الاغريقية والفينيقية والرومانية وحسب الدراسة التي قامت بها هيئة اليونيسكو للآثار بمسح شامل للجهة الغربية بليبيا اثبتت ان الإنسان عاش في هذه المناطق منذ أكثر من 10000 سنة.
تاريخ
تاريخ بني وليد مرتبط بعائلة بن تليس التي بنت فيها مدينة ماتزال قائمة إلى الآن ويتم حاليا ترميمها والعناية بها من قبل مصلحة الآثار ويقال ان المدينة تحتوي علي 365 بئرا تسقي اهلها فكل يوم يشربون من بئر طيلة السنة
بني وليد أرض صحراويه في السابق نادرة المياه يشغل أهلها بتربية الماشية من إبل وغنم وماعز تناثرت منازلهم بين نفد والمردوم وتينناي وشميخ والبحريه والغربيات ولم يسكن السوق إلا القليل الذين لا يملكون أرض يزرعونها ولا ماشية يرعونها، وفي هذا الخضم حكمها الرومان قبل الفتح الإسلامي وأستعانوا بمن جندوهم ممن لا أرض لهم ولا ماشيه وجاء حكام بني أميه بمقولتهم الشهيرة خياركم في الجاهلية خياركم في الإسلام وأقروا الحكام في مناصبهم تنعم الحكام بما نهبوه من أقوات الناس وزادوا في ترهيبهم حتي هاجرت في العصر التركي أكثر من 10 قبائل مها من أنقطع ذكرها وما تزال مباني المنطقة شاهده علي وجودهم فقبيلة المشاشعه أنتهي نسلها وما زال اسم بقية من آثار يقال أنها ديار المشاشعه وكذالك الموادين والأزلوني والعريببيين والذويبات لم تبق إلا أطلالهم ناهيك عن وجود شواهد لآثار وثنيه وكتابيه وقبل العصر التركي حكمتها عائله بن تليس التي يحكي أنها مارست ما لم يمارسه أحد من إذلال للناس فقد سكنت العائلة أسفل الوادي ولأن مياه السيول تكون من الأعلي فقد بن البنائين مايعرف الي الآن بالشارع وهي ساقه تسقي زيتون بن تليس قبل أن يشرب باقي زيتون الوادي، وتعاقب الحكام من التلالسه الي أبناء زناته ببزره الي الأتراك وأزلامهم ممن ينعتون بالبي والناس يعانون الأمرين من جور الحكام وقساوة الطقس وضنك العيش وقد عرف عن أهالي بني وليد مقاومتهم للاحتلال الإيطالي لليبيا وقد استعصت هذه المدينة علي الغزاة حتي وصفها الجنرال غراتزياني بمقولته الشهيرة من اراد السيطرة على طرابلس الغرب عليه بالسيطرة علي إقليم بن وليد فهي دردنيل طرابلس الغرب، وبالفعل حصل هذا بعد معركة قدم خسر فيها المجاهدون في معركة وادي دينار وبسقوط بن وليد في يد الإيطاليين توقفت حركة الجهاد في المنطقة.

## المؤتمرات الشعبية الأساسية بالشعبية
- الظهرة
- تينيناي
- الزيتونة
- شهداء وادي دينار
- المردوم
- النهر الصناعي العظيم

## التعليم العالي في بني وليد
يوجد بالمدينة جامعة واحدة وعدد 3 كليات تقنية وعدد 3 معاهد فنية
1. جامعة بني وليد
2. كلية التقنية الإلكترونية بني وليد [2]
3. كلية الهندسة التقنية
4. كلية العلوم الهندسية
5. المعهد العالي للتمريض
6. المعهد المتوسط الزراعي